# Melezio
Melezio  è un nome proprio di persona italiano maschile.

## Varianti
- Maschili: Meleto[3]
- Femminili: Melezia[2][3], Meleta[3]

### Varianti in altre lingue
- Catalano: Meleci
- Francese: Mélèce
- Greco antico: Μελέτιος (Meletios)
- Greco moderno: Μελέτιος (Meletios)
- Latino: Meletius[1]
- Polacco: Melecjusz
- Portoghese: Melécio
- Russo: Мелетий (Meletij)
- Serbo: Мелетије (Meletije)
- Spagnolo: Melecio[4]
- Ucraino: Мелетій (Meletij)

## Origine e diffusione
Nome caduto pressoché in disuso in Italia, riprende l'antico greco Μελέτιος (Meletios), che venne portato da alcuni Patriarchi di Costantinopoli. Secondo alcune fonti, si basa sul verbo melein ("stare a cuore"), col possibile significato di "diligente", "premuroso", mentre altre lo riconducono a melenos ("aggiustato").

## Onomastico
L'onomastico può essere festeggiato in memoria di più santi, alle date seguenti:
- 12 febbraio, san Melezio, vescovo di Sebastea, poi di Berea e poi patriarca di Antiochia[3][5][6]
- 24 maggio, san Melezio, ufficiale romano e martire[6]
- 21 settembre, san Melezio, vescovo di Cipro e martire[6]
- 4 dicembre, san Melezio, vescovo a Sebastopoli, nel Ponto[3][5]

## Persone
- Melezio di Antiochia, vescovo siriano
- Melezio di Licopoli, vescovo scismatico cristiano
- Melezio I Pegas, patriarca ortodosso di Alessandria e Costantinopoli